# Gustav König
Gustav König (Coburg, 1808. április 2. – Erlangen, 1869. április 30.) német festő.

## Pályája
Műveinek motivumait nagyrészt a német történetből, Luther korának történetéből merítette, el is nevezték Luther-Könignek. Már fiatal korában sok rajzot készített Uhland költeményeihez, azután I. Ernő coburgi herceg számára hét képet festett Szászország történetéből, majd 25 jelenetet rajzolt meg Luther életéből és 29 iniciálét készített Luther vallásos énekeihez. További művei: Nátán és Dávid (olajfestmény a müncheni új képtárban); Luther és Zwingli Marburgban 1529.; 12 kép Dávid király életéből.